# 橙背啄木鸟
橙背啄木鸟（学名：Chrysocolaptes validus）是啄木鸟科的一个种，分布于泰国南部、马来半岛、沙捞越、沙巴、文莱、苏门答腊和爪哇岛等地，主要生活在树冠层。该物种也是与大金背啄木鸟属同为红头啄木鸟族的橙背啄木鸟属的唯一种。

## 分类
1825年，荷兰动物学家康拉德·雅各·特明克在他的著作《Nouveau recueil de planches coloriées d'oiseaux》中描述了橙背啄木鸟，该书根据在印度尼西亚爪哇岛采集的样本编写而成。他命名了橙背啄木鸟的学名Pic validus。
橙背啄木鸟现有两个亚种：
- C. v. xanthopygius（Finsch，1905）分布于马来半岛、苏门答腊和婆罗洲。
- C. v. validus（Temminck，1825）分布于爪哇岛。